# Grube Mieke
Grube Mieke war ein Bergwerk des Ibbenbürener Stärkefabrikanten Crespel&Deiters. Der Betrieb war von 1923 bis 1946 mit der Grube „Alte Mieke“ und von 1948 bis 1964 mit der Grube „Neue Mieke“.

## Lage
Die Grube Alte Mieke befand sich oberhalb des Ibbenbürener Ortsteils Uffeln im Tecklenburger Land. An der Straße Up de Hee, etwa dort, wo sich heute das Werkstor des Steinbruches Westermann erhebt, war der tonnlägige Schacht Alte Mieke angelegt. Eine Schmalspurbahn verband die Grube mit dem nur wenige hundert Meter entfernten Mittellandkanal und dem Bahnhof in Hörstel. Die Grube Neue Mieke mit dem Schacht Hugo befand sich einige Meter nördlich der Alten Mieke, in etwa dort, wo heute in dem Steinbruch die Siebanlage steht.

## Geschichte

### Alte Mieke
Aufgrund der Bestimmungen des Versailler Vertrages herrschte in Deutschland nach Ende des Ersten Weltkrieges eine enorme Kohlenknappheit. Im Ibbenbürener Steinkohlenrevier wurde es möglich gemacht, für Privatpersonen oder Firmen Grubenfelder zu pachten, die für das Bergwerk Ibbenbüren uninteressant waren.
Auch der Ibbenbürener Industrielle Hugo Deiters suchte einen Ausgleich für die ausbleibenden Weizenlieferungen seiner Stärkefabrik.
Am 26. Februar 1921 pachtete Hugo Deiters das Grubenfeld „Mieke“ von dem preußischen Bergfiskus. Die Genehmigung dieses Pachtvertrages erfolgte am 3. Oktober desselben Jahres von der preußischen Bergwerksdirektion in Recklinghausen. Der Pachtvertrag berechtigte ihn dazu, in dem Grubenfeld das Flöz Buchholz auszubeuten. Am 1. Januar 1923 wurde hierzu die „Steinkohlengrube Mieke Hugo Deiters KG“ gegründet. Der Name Mieke entstand nach dem Namen der Frau Hugo Deiters.
Im Pachtvertrag wurde festgehalten, dass pro Tonne geförderter Kohle 12 % des Tagespreises der „Niedersächsischen Kohlensyndikats GmbH“ an die Preußische Grubenbetriebskasse Ibbenbüren zu zahlen sind. Dieses Geld wurde verwendet, um die kriegsbedingten Rückstände des Bergwerks Ibbenbüren finanziell auszugleichen. Außerdem konnte das Preußische Bergfiskus die zu beliefernden Kunden vorgeben.
Von Beginn an zählte die „Grube Mieke“ zu den fortschrittlichsten der über 100 Ibbenbürener Pachtgruben. Gefördert wurde aus einem Förderabhauen (tonnlägigen Schacht) mit 150 m Länge. Der Transport der Kohlen erfolgte mittels Rutschen und 875 l Förderwagen. Auch wurde die Kohle schon mittels Abbauhämmern aus dem Flöz gelöst. Die Bewetterung wurde mit einem Ventilator, der 130 m³/min Luft in die Grube schaffte, sichergestellt. Im Winter reichte der natürliche Luftzug aus, so dass der Ventilator nicht benötigt wurde.
Die Kohlenverladung erfolgte an der Straße „Up de Hee“. Nachdem die Kohlenvorräte sich dem Ende zuneigten, wurde der Betrieb 1946 stillgelegt.
Die Betriebsgebäude wurden in der Folgezeit zu Notunterkünften für Heimatvertriebene umgebaut, noch heute sind sie als Wohnhäuser erhalten.

### Neue Mieke
Nördlich der alten Grube wurde die „Neue Mieke“ im Barbarafeld ab 1948 betrieben. Ehemals existierte hier in den 20er Jahren eine kleine Pachtgrube mit dem Namen Barbara. Zwischen Oktober 1951 und Januar 1953 wurde ein Wetterschacht mit 1,3 m Durchmesser geteuft, der den Namen Barbara erhielt. 1954 wurde das Flöz Dickenberg zusätzlich hinzugepachtet, dieses liegt unter dem Flöz Buchholz.
1957/58 erfolgte das Teufen des Förderschachtes Hugo, der das Niveau des Flözes Dickenberg erreichte. Untertage wurden die Förderwagen mittels zweier Akkuloks bewegt. Im Streb wurde die Kohle mittels Schrämmaschinen der Firma Korfmann vorbereitet und mit Abbauhämmern gelöst. Die Strecken dieser Grube waren mit Holz ausgebaut.
Von 1954 an war die Grube Mieke der letzte im Ibbenbürener Steinkohlenrevier privat betriebene Schacht. Gefördert wurden im Jahr 35.000 bis 40.000 t Steinkohle, die zur Aufbereitung zur Zeche Westfeld gefahren wurden. Im Jahr 1963 förderte die Grube 37.232 t mit einer Belegschaft von 120 Mann. Gegen Einlösung der Stilllegungsprämie wurde der Betrieb am 1. Juni 1964 stillgelegt. Die Verantwortung über die verbliebenen Grubengebäude und Anlagen gingen auf das Bergwerk Ibbenbüren über, das hierdurch die Förderung und Wasserhaltung des Westfeldes sicherstellen wollte.
Nachdem unterirdisch eine Verbindung zum Westfeld erstellt worden war, wurden die Schächte verfüllt und die meisten verbliebenen Gebäude abgerissen. Heute sind nur noch eine Kennzeichnung des Barbaraschachtes und eine Gedenktafel auffindbar.
Mit der Stilllegung der Grube Mieke endete das Kapitel der Ibbenbürener Kleinzechen. Sie war auch die letzte der kleinen und mittleren Zechen des Unternehmensverbandes Niedersachsen, die geschlossen wurde.